# Morning Tears
Morning Tears is een Belgische non-profitorganisatie die zich inzet voor kinderen van ouders die geëxecuteerd zijn of ouders die een lange gevangenisstraf uitzitten. Hasselaar Koen Sevenants is het gezicht van deze vereniging. Hij werkt in China onder meer voor Children Village, een kinderdorp in de Midden-Chinese stad Xi'an in de provincie Shaanxi waar kinderen van veroordeelde ouders een nieuw leven krijgen. Morning Tears is een vzw volgens Belgisch recht met vertegenwoordigingen in België, Spanje en China.
Het Nederlandse actualiteitenmagazine EénVandaag maakte in december 2006 een uitgebreide televisiereportage over "Verstoten Kinderen in Chinees weeshuis" over het weeshuis in Xi'an.
Algemeen directeur Sevenants werd in 2012 voor onder meer zijn werk bij Mornings Tears onderscheiden met de Christoffel Plantin Prijs.